# SO-DIMM

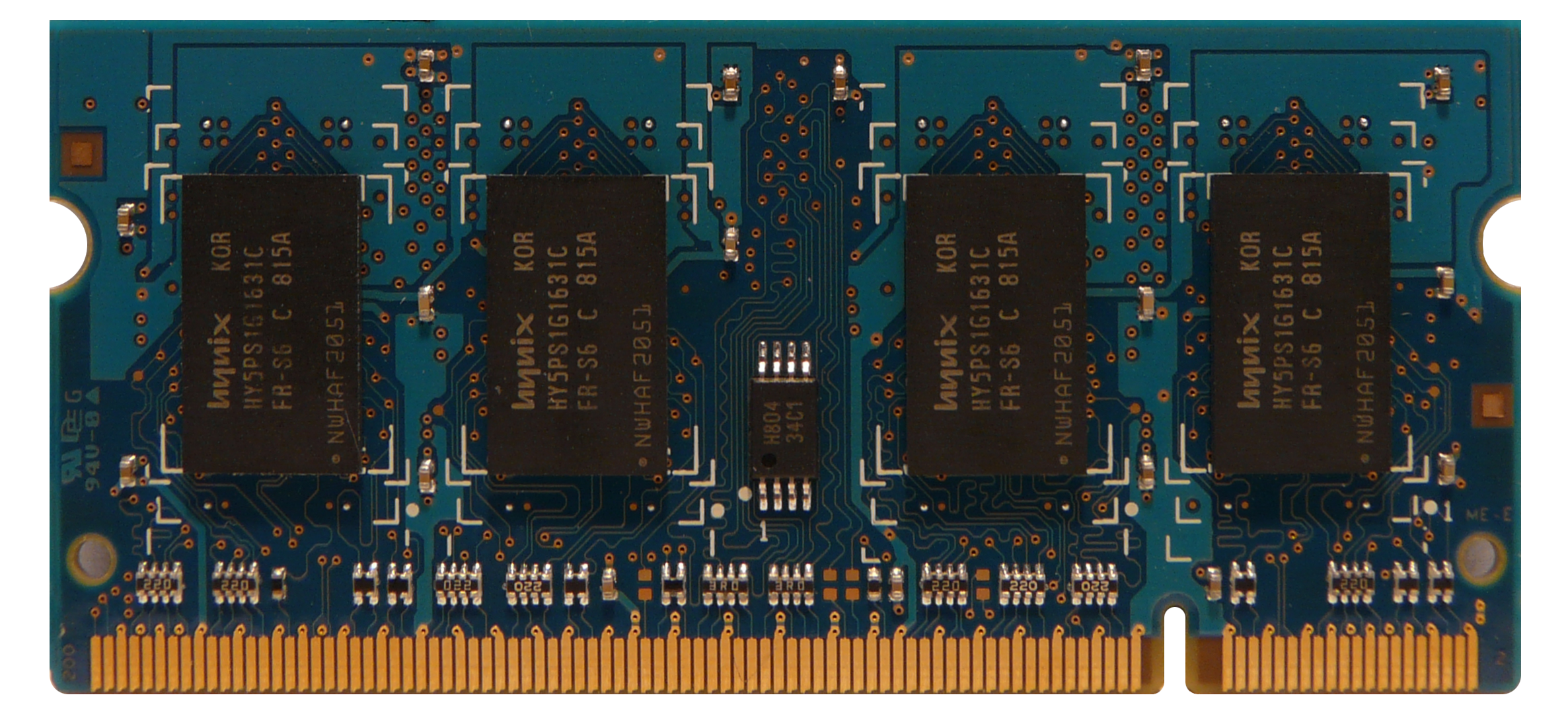
PC6400 DDR2 SO-DIMM

SO-DIMM är en typ av minnen. SO-DIMM är en förkortning som står för small outline dual in-line memory module och är konstruerade för att i första hand användas i bärbara datorer men även i mindre stationära datorer och skrivare etc. Minnestypen finns flera olika varianter bland annat med 100, 144, 200, 204 respektive 260-pinnar.